# 董学书
董学书（1935年2月—），男性中共党员，云南省寄生虫病防治所原研究员，中国蚊虫研究专家。

## 作品
《中国按蚊分类检索》ISBN 9787541684890（2014  云南科技出版社 出版）
《中国覆蚊属》ISBN 9787558721731（08/2019  云南科学技术出版社 出版）
《云南按蚊检索图》
《中国媒介蚊种图谱及其分类》